# Luigi Arcangeli
Luigi Arcangeli (Bordonchio, 16 giugno 1894 – Monza, 23 maggio 1931) è stato un pilota automobilistico e pilota motociclistico italiano.

## Carriera
Dopo un inizio di carriera nel mondo delle due ruote con lusinghieri risultati nelle gare del tempo, come la vittoria al Circuito del Lario nel 1927, debuttò nell'automobilismo sul circuito di Senigallia nel 1928 alla guida di una Bugatti. In seguito passò alla Talbot. Con la scuderia francese vinse, sempre lo stesso anno, a Cremona. I successi continuarono anche quando andò alla Maserati alla guida dell'8C-2500, tra i quali ci fu un primo posto al Gran Premio di Roma.
Morì nel 1931 a bordo dell'Alfa Romeo Tipo A durante le prove del GP d'Italia all'autodromo di Monza.